# Janowice (Włocławek)
Janowice [pronunciación en polaco: /janɔˈvit͡sɛ/] (en alemán: Jähnewitz) es una localidad situada en el municipio (gmina) de Lubanie, en el distrito de Włocławek, voivodato de Cuyavia y Pomerania, Polonia. Según el censo de 2021, tiene una población de 281 habitantes.